# Jamaat Jund al-Qawqaz
Jamaat Jund al-Qawqaz, nombrado originalmente como Ahrar al-Sharkas (árabe : كتيبة أحرار ألشركس, El Batallón Libre Carsicano), fue un grupo armado con sede en la gobernación de Quneitra en Siria con algunos combatientes en la gobernación de Latakia. El grupo estaba formado por circasianos étnicos de Beer Ajam. El grupo saltó a la fama durante los enfrentamientos en la gobernación de Quneitra (2012-14) .

## Historia
El grupo fue fundado en la localidad de Beer Ajam, de ascendencia circasiana conocida con el nombre de guerra Abu Hatab al-Sharkassy, quien ha expresado su apoyo alEmirato del Cáucaso. En 2014 declaró lealtad a Ajnad al-Kavkaz, por lo que Ahrar al-Sharkas formó parte de ella y trasladó a algunos combatientes a la Gobernación de Latakia para estar cerca del núcleo central de Ajnad al-Kavkaz. Después de su declaración de lealtad, se reconoció oficialmentecomo activo de la organización en la Gobernación de Quneitra. El grupo optó por permanecer neutro durante el conflicto entre ISIS y otras fuerzas rebeldes sirias